# Max (bier)
Max is een gamma van Belgische fruitbieren van spontane gisting.
Het bier wordt gebrouwen in Brouwerij Omer Vander Ghinste te Bellegem. In 2002 wordt eerst Kriek Max uitgebracht, op basis van lambiek met 25% krieken. Framboise Max is een menging van bier van spontane gisting, 18 maand gerijpt op eiken vaten, jong bier van lage gisting en 25% frambozensap. In 2009 wordt het vierde fruitbier Rosé Max uitgebracht.
Er bestaan vier varianten:
- Kriek Max, donkerrood bier met een alcoholpercentage van 3,5%
- Rosé Max, lichtrood bier met een alcoholpercentage van 4,5%
- Framboise Max, wordt niet langer gebrouwen
- Passion Max, wordt niet langer gebrouwen

## Prijzen
- In 2011 won Kriek Max de gouden medaille op de World Beer Awards in de categorie “Europe's Best Kriek Dark Ale” en werd vervolgends “World’s Best Kriek Dark Ale”.[1]